# Markus Miele
Markus Miele (* 20. Dezember 1968 in Gütersloh) ist geschäftsführender Gesellschafter und Mitglied der Geschäftsführung des Unternehmens Miele & Cie.

## Leben
Miele ist ein Urenkel des Firmengründers Carl Miele (1869–1938) und Sohn von Rudolf Miele (1929–2004).
Miele machte sein Abitur am Evangelisch Stiftischen Gymnasium Gütersloh, beendete sein Studium als Wirtschaftsingenieur in Karlsruhe und promovierte an der Universität St. Gallen zum Dr. oec.
Erste berufliche Erfahrungen sammelte er bei der Hella KGaA Hueck & Co. Am 1. Juli 1999 trat er in das Familienunternehmen Miele ein, seit Juli 2002 ist er geschäftsführender Gesellschafter von Miele & Cie. Seit März 2005 ist er Vizepräsident der Industrie- und Handelskammer Ostwestfalen zu Bielefeld. Im September 2008 wurde er zum Vorsitzenden des Unternehmerverbandes für den Kreis Gütersloh gewählt. 2009 erfolgte die Auszeichnung zum „Familienunternehmer des Jahres“.
Miele ist mit Katja Soehnle-Miele verheiratet und hat zwei Kinder.